# Bischof (Römisch-katholische Kirche)

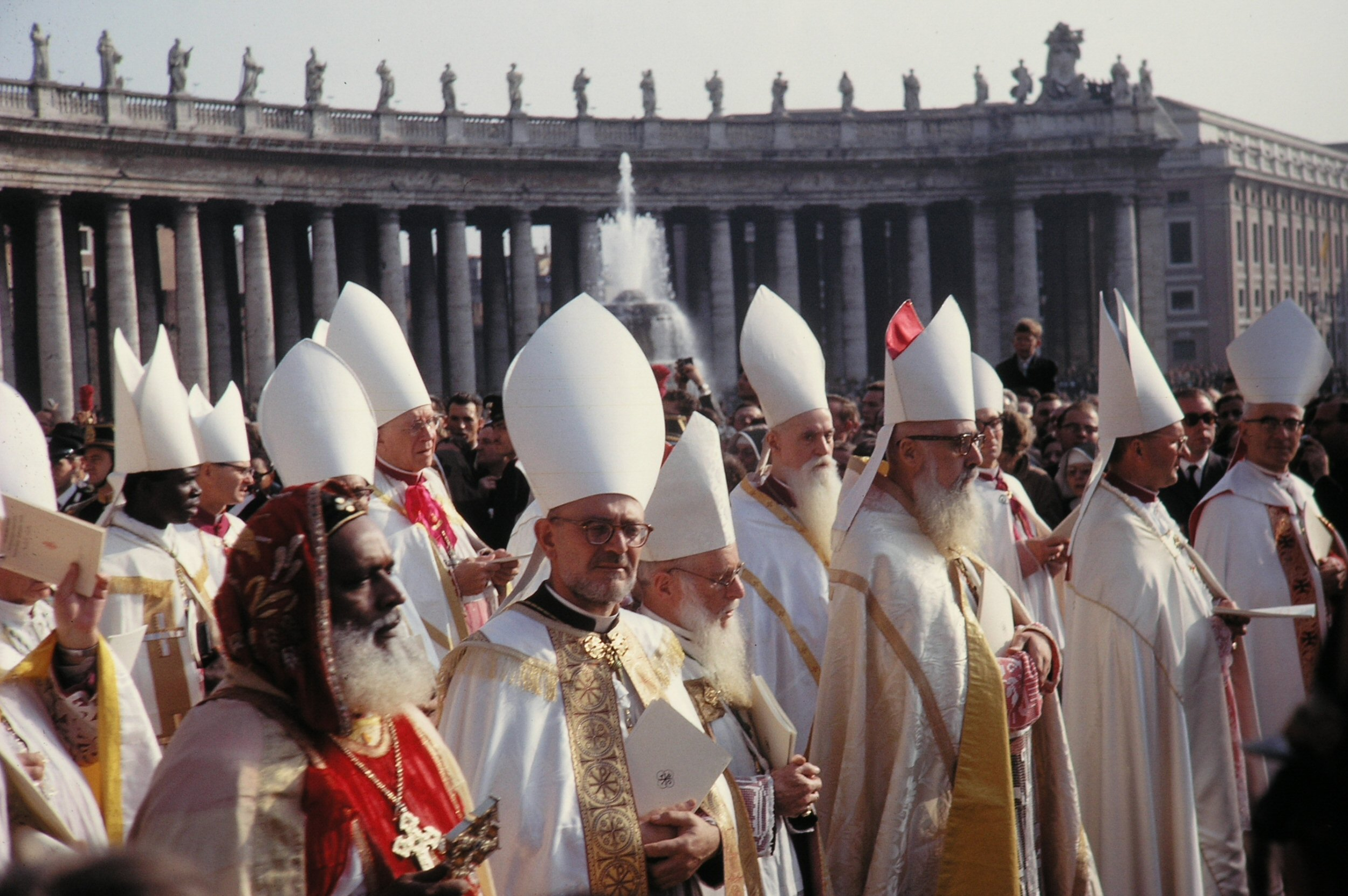
Katholische Bischöfe bei der Eröffnung des Zweiten Vatikanischen Konzils auf dem Petersplatz in Rom (1961)

Ein Bischof der römisch-katholischen Kirche ist ein Amtsträger, der die höchste Stufe des Weihesakramentes, die Bischofsweihe, empfangen hat. Er hat die Aufgabe, die Katholiken in seinem Zuständigkeitsbereich zu lehren und zu leiten. Die Bischöfe bilden gemeinsam das Bischofskollegium und sind zusammen mit dem Papst Träger höchster und voller Gewalt auch in Hinblick auf die Gesamtkirche, etwa in Form eines Ökumenischen Konzils.

## Merkmale des Bischofsamtes

### Gesamtkirche
Das Bischofsamt wird nach dem Zweiten Vatikanischen Konzil verstanden als brüderlicher Dienst (altgriechisch διακονία diakonía, lateinisch ministerium) am und im Volk Gottes, zu dessen Wohl es ausgeübt werden soll. In der Nachfolge der Apostel repräsentieren die Bischöfe Christus in der Kirche:

„In den Bischöfen, denen die Priester zur Seite stehen, ist also inmitten der Gläubigen der Herr Jesus Christus, der Hohepriester, anwesend. Zur Rechten des Vaters sitzend, ist er nicht fern von der Versammlung seiner Bischöfe, sondern vorzüglich durch ihren erhabenen Dienst verkündet er allen Völkern Gottes Wort und spendet den Glaubenden immerfort die Sakramente des Glaubens. [...]
Um solche Aufgaben zu erfüllen, sind die Apostel mit einer besonderen Ausgießung des herabkommenden Heiligen Geistes von Christus beschenkt worden (vgl. Apg 1,8; 2,4; Joh 20,22-23). Sie hinwiederum übertrugen ihren Helfern durch die Auflegung der Hände die geistliche Gabe (vgl. 1 Tim 4,14; 2 Tim 1,6-7), die in der Bischofsweihe bis auf uns gekommen ist.“

So setzt sich nach katholischer Lehre in den Bischöfen die Lehr- und Leitungsvollmacht fort, die Jesus den zwölf Aposteln übertrug. Im Pfingstereignis wurden die Apostel vom Heiligen Geist mit einem besonderen Charisma und Amt ausgestattet. Das Bischofskollegium folgt dem Apostelkollegium nach. In einer ununterbrochenen „Reihe der Handauflegungen“ (apostolische Sukzession) sind die heutigen Bischöfe mit den Aposteln verbunden. Dabei ist nicht der „formaljuristische Beweis“ der Nachfolge entscheidend. Die Sukzession ist ein Zeichen der Nachfolge nur im Zusammenhang mit der Übereinstimmung mit dem Glauben der voraufgehenden Bischöfe.
Der oberste Dienst der Einheit kommt dem Bischof von Rom zu.

„Wie nach der Verfügung des Herrn der heilige Petrus und die übrigen Apostel ein einziges apostolisches Kollegium bilden, so sind in entsprechender Weise der Bischof von Rom, der Nachfolger Petri, und die Bischöfe, die Nachfolger der Apostel, untereinander verbunden. [...] Glied der Körperschaft der Bischöfe wird man durch die sakramentale Weihe und die hierarchische Gemeinschaft mit Haupt und Gliedern des Kollegiums. Das Kollegium oder die Körperschaft der Bischöfe hat aber nur Autorität, wenn das Kollegium verstanden wird in Gemeinschaft mit dem Bischof von Rom, dem Nachfolger Petri, als seinem Haupt, und unbeschadet dessen primatialer Gewalt über alle Hirten und Gläubigen.“

Ein römisch-katholischer Bischof ist, wie die katholischen Priester, männlich. Vor der Bischofsweihe muss er zum Diakon und dann zum Priester geweiht worden sein.
Die Ausübung öffentlicher Ämter ist Bischöfen ebenso wie allen Klerikern untersagt, wenn nicht eine ausdrückliche Erlaubnis des Heiligen Stuhls vorliegt.

### Teilkirchen (Diözesen, Eparchien)
Diözesanbischöfe – in den katholischen Ostkirchen Eparchialbischöfe genannt – sind mit der Leitung der Regionen beauftragt, die in der lateinischen Kirche als Diözese und in den Ostkirchen als Eparchie bezeichnet werden. Sie können zusätzliche Titel wie Erzbischof, Kardinal, Patriarch oder Papst tragen.
In den Teilkirchen übt ein Bischof das höchste Hirtenamt aus:

„Die einzelnen Bischöfe, denen die Sorge für eine Teilkirche anvertraut ist, weiden unter der Autorität des Papstes als deren eigentliche, ordentliche und unmittelbare Hirten ihre Schafe im Namen des Herrn, indem sie ihre Aufgabe zu lehren, zu heiligen und zu leiten an ihnen ausüben.“

So hat der Bischof in Ausübung seines Hirtenamtes (munus pascendi) in seiner Diözese, unbeschadet der Pflichten gegen den Papst, die Fülle der Leitungs-, Lehr- und Heiligungsgewalt inne (entsprechend dem dreifachen Amt Christi „als Lehrer in der Unterweisung, als Priester im heiligen Kult, als Diener in der Leitung“) und ist damit auch der erste Spender der Sakramente. Er teilt diese Aufgaben mit den Priestern und Diakonen, die ihm unterstehen.

#### Aufgaben
Ein Diözesanbischof muss (1) die Verkündigung des Evangeliums und das katholische Bildungswesen in all seinen Formen beaufsichtigen; (2) die Spendung der Sakramente beaufsichtigen; (3) in seiner Diözese Gesetze erlassen und als Richter in kirchenrechtlichen Angelegenheiten auftreten (Cann. 386–387 CIC). Als Hirte der Diözese trägt er die Verantwortung für die Seelsorge aller Katholiken, die in seinem Zuständigkeitsbereich leben. Er ist verpflichtet, an jedem Sonntag und an den heiligen Pflichttagen die Messe zu feiern und für die ihm anvertrauten Gläubigen zu beten, die Kleriker für ihre Aufgaben in den verschiedenen Einrichtungen einzusetzen und die Finanzen zu überwachen. Ein Bischof muss sich besonders um die Priester kümmern, ihnen zuhören, sie als Berater einsetzen, dafür sorgen, dass sie in jeder Hinsicht angemessen versorgt sind, und ihre im Codex des Kirchenrechts verankerten Rechte verteidigen. (Cann. 381–402 CIC).
Vorbehalten sind dem Bischof die Spendung des Weihesakramentes (Bischofsweihe, Priesterweihe und Diakonenweihe) und die Firmung. Auch die Spendung bestimmter Sakramentalien – wie etwa die Jungfrauenweihe, die Kirch- und Altarweihe – bleiben dem Ortsbischof vorbehalten, sind aber an einen anderen Bischof oder sogar einen Priester delegierbar. In größeren Diözesen stehen dem Diözesanbischof dafür ein Weihbischof oder auch mehrere zur Seite. In den katholischen Ostkirchen wird die Firmung (Chrismation) regelmäßig von Priestern gespendet, da sie gleichzeitig mit der Taufe vollzogen wird, in der Westkirche kann bei der Taufe von Erwachsenen oder in Notfällen auch ein Priester die Firmung spenden.
Am Gründonnerstag oder einige Tage vorher leiten die lateinisch-katholischen Bischöfe die Chrisam-Messe. Bei dieser Messe wird zwar das Krankenöl für das Sakrament der Krankensalbung gesegnet, doch kann es im Bedarfsfall auch von einem beliebigen Priester gesegnet werden. Das Chrisam kann jedoch ausschließlich ein Bischof segnen. In den katholischen Ostkirchen wird das Chrisam ausschließlich von den Oberhäuptern der Kirchen sui juris (Patriarchen und Metropoliten) geweiht; Diözesanbischöfe dürfen dies nicht tun.
Vor dem Zweiten Vatikanischen Konzil war es auch dem Bischof vorbehalten, Kelch und Patene zu konsekrieren, die während der Messe verwendet wurden. Eine der Änderungen, die seit dem Konzil eingeführt wurden, besteht darin, dass nun ein einfacher Segen gesprochen wird, der von jedem Priester erteilt werden kann.

#### Kirchenrechtliche Vollmachten
Nur ein Bischof oder ein anderer Ordinarius kann ein nihil obstat für theologische Bücher erteilen, indem er bescheinigt, dass sie frei von lehrmäßigen oder moralischen Irrtümern sind; dies ist ein Ausdruck der Lehrbefugnis und -verantwortung des Bischofs.
Sowohl in der westlichen als auch in der östlichen katholischen Kirche kann jeder Priester die Messe oder die Göttliche Liturgie feiern. Um die Messe oder die Göttliche Liturgie öffentlich zu feiern, benötigt ein Priester jedoch die Erlaubnis des örtlichen bischöflichen Ordinariats; er muss dafür eine Bescheinigung seines Heimatbischofs (Celebret) vorlegen.
Im Osten wird ein vom Bischof unterzeichnete Antimension auf dem Altar aufbewahrt, um daran zu erinnern, wessen Altar es ist und unter wessen Omophorion der Priester einer Ortsgemeinde dient.
Damit Priester das Bußsakrament gültig spenden können, müssen sie über die Fakultäten (Erlaubnis und Vollmacht) des Ortsbischofs verfügen. Wenn der Pönitent jedoch in Todesgefahr ist, hat ein Priester sowohl das Recht als auch die Pflicht, die Beichte zu hören, egal wo er sich befindet.
Um der Zeremonie einer Eheschließung vorzustehen, müssen Bischöfe, Priester und Diakone über entsprechende Jurisdiktion verfügen oder die Delegation der zuständigen Autorität empfangen.
Sofern ein bestimmter Bischof es nicht verboten hat, darf jeder Bischof in der gesamten katholischen Kirche predigen. jeder Priester oder Diakon darf ebenfalls überall predigen, sofern seine Predigtbefugnis nicht eingeschränkt oder aufgehoben wurde.

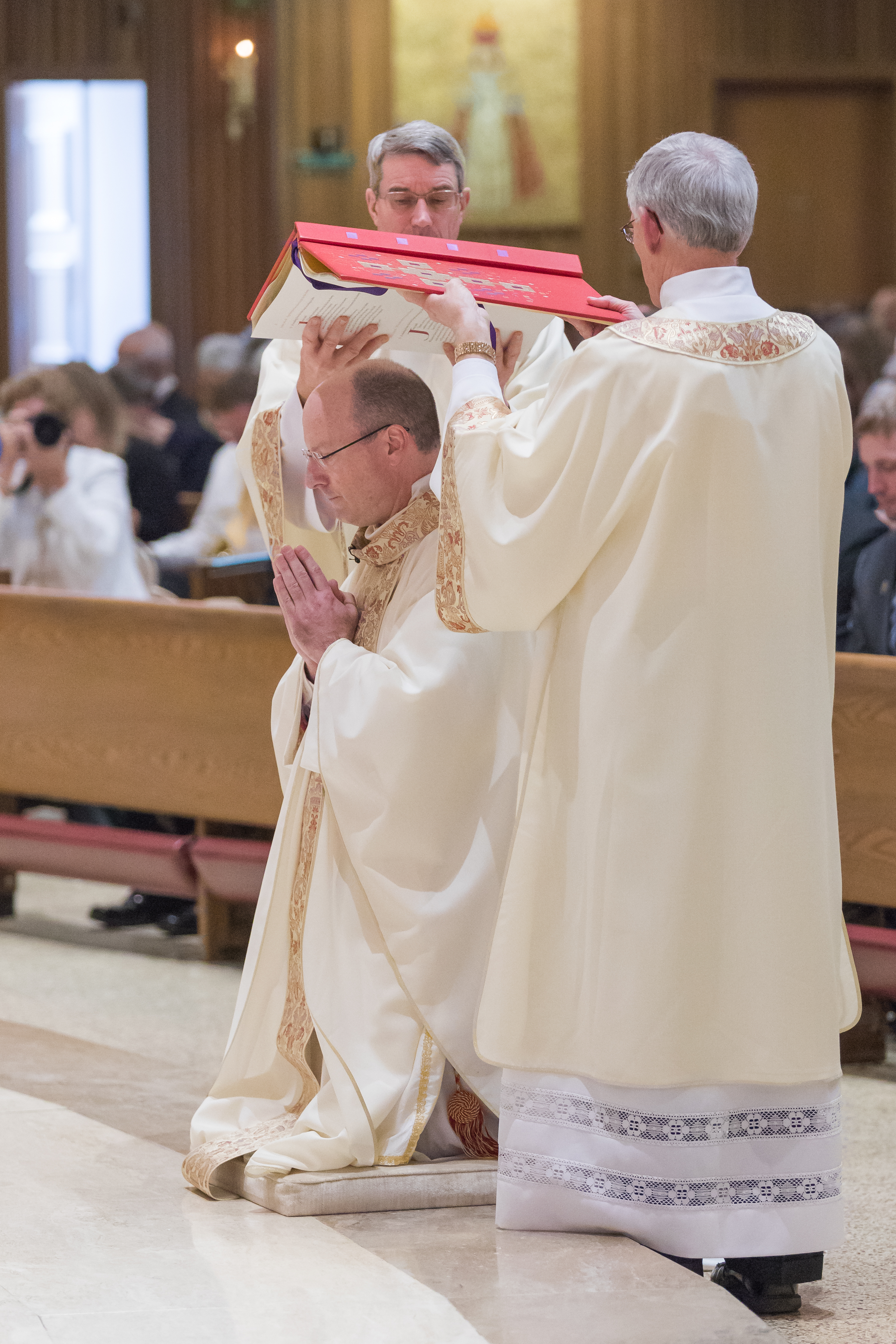
Ritus der Bischofsweihe von Shawn McKnight, Jefferson City, 2018

#### Ernennung und Weihe
Ortsbischöfe (Diözesanbischöfe) werden direkt vom Papst ernannt oder – je nach geltendem Staatskirchenrecht – von verschiedenen Wahlgremien, z. B. dem Domkapitel, gewählt. Eine solche Wahl ist rechtmäßig, wenn sie vom Papst bestätigt wird. Voraussetzung für den Amtsantritt ist die Bischofsweihe, die dem Ernannten – so er noch nicht Bischof ist – zuvor gespendet wird.
Die Weihe zum Bischof erfolgt durch einen Bischof (Hauptkonsekrator) mit mindestens zwei assistierenden Bischöfen (Mitkonsekratoren). Mit der Handauflegung durch die Konsekratoren und die weiteren anwesenden Bischöfe empfängt der Geweihte die Vollform des Weihesakraments und wird in das Bischofskollegium aufgenommen. Anschließend verspricht der Kandidat, den Glauben treu zu bewahren und sein Amt recht zu verwalten, und leistet einen Treueid gegenüber dem Papst. Legitim ist die Weihe nur, wenn sie der Papst zuvor erlaubt hat. Das entsprechende Dekret wird in der Weiheliturgie verlesen.
Sakramental ist der Ernannte mit der Bischofsweihe Bischof. Diözesanbischof wird er mit der Amtseinführung, mit der er von seinem Amt „Besitz ergreift“ (CIC can. 382 § 2f.). Das geschieht in der Regel im Weihegottesdienst, bei einem bereits geweihten neuen Diözesanbischof in einem Einführungsgottesdienst, in dem er das apostolische Schreiben seiner Ernennung vorzeigt.
Das Bischofsamt besteht auf Lebenszeit. Mit Vollendung des 75. Lebensjahres sind jedoch alle Diözesanbischöfe gemäß Kirchenrecht 401, § 1  CIC und dem Apostolischen Schreiben Imparare a congedarsi angehalten, dem Papst den Amtsverzicht anzubieten (siehe Altdiözesanbischof). Ebenso kann ein Bischof schon vor Erreichen des 75. Lebensjahres den Amtsverzicht anbieten, wenn er wegen „angegriffener Gesundheit oder aus einem anderen schwerwiegenden Grund“ nicht mehr in der Lage ist, seine Amtsgeschäfte wahrzunehmen (emeritierter Bischof). Ein Amtsverzicht wird allerdings nicht immer angenommen.

### Bischof und Papst

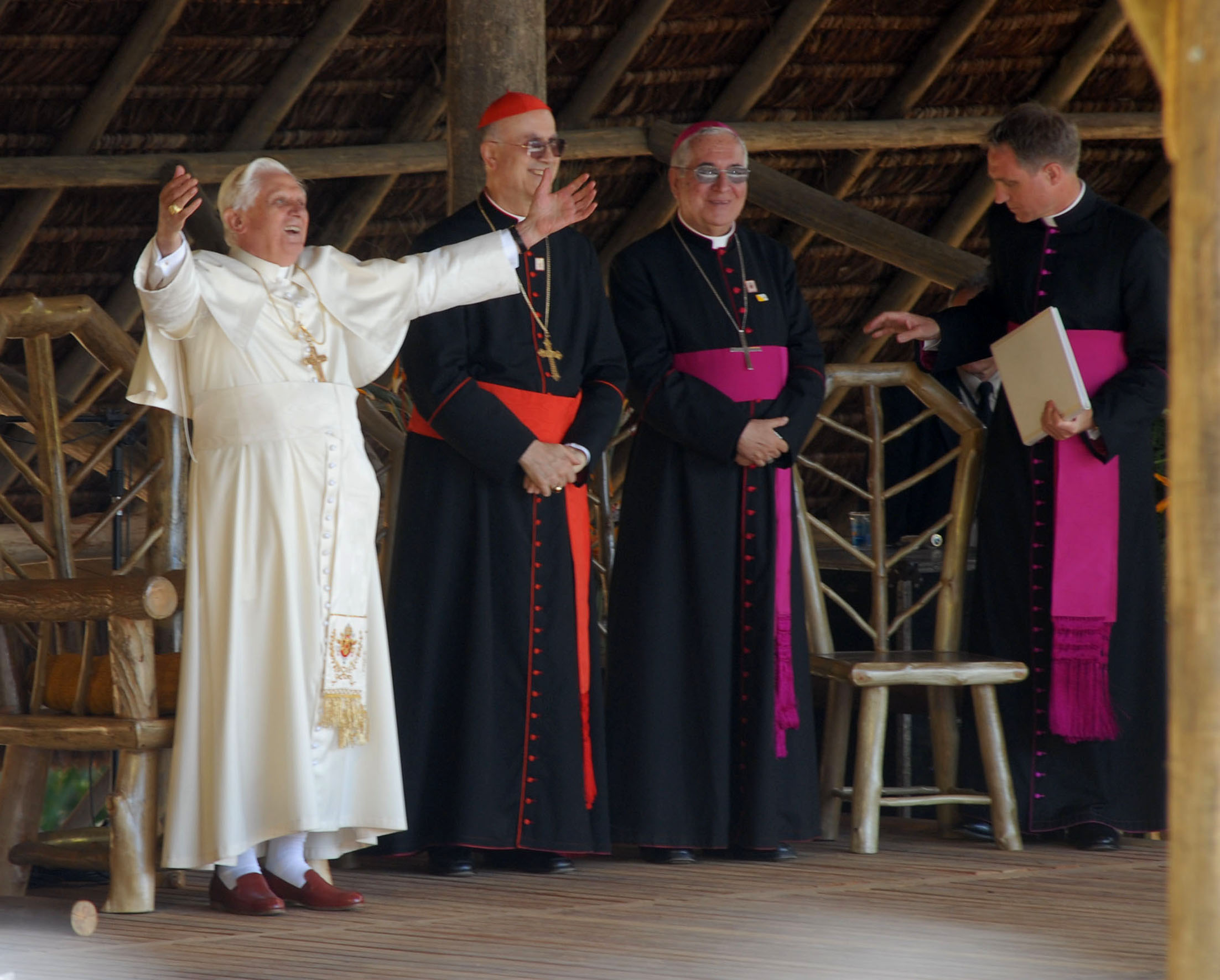
Papst Benedikt und Bischöfe, São Paulo, 2007

Die Bischöfe sind dem Jurisdiktionsprimat des Papstes unterstellt. Zu diesem gehören insbesondere:
- die Ernennung zum (Weih-)Bischof
- die Einsetzung und Absetzung eines Ortsbischofs einer Diözese
- die Entscheidung in Strafsachen (Kirchenrecht).

Laut Überlieferung und Tradition der katholischen Kirche war der Apostel Petrus der erste Bischof der Stadt Rom; hierauf beruht der Primat seines Nachfolgers auf dem Stuhl Petri. Dem Papst stehen in seinen Aufgaben die Römische Kurie und die Rota Romana als geistlicher Gerichtsstand der Bischöfe unterstützend zur Verfügung. Für den Papst gilt: Zwar kann jeder männliche Katholik, der zur Amtsübernahme fähig und willens ist, zum Bischof von Rom gewählt werden; ist der Gewählte aber kein Bischof, werden ihm noch im Konklave die nötigen Weihen gespendet. Praktisch hat das keine Bedeutung, da seit der Wahl Urbans VI. 1378 alle Päpste dem Kardinalskollegium entstammten. Als letzter Papst, der bei seiner Wahl zwar Kardinal, aber nicht Bischof war, wurde Gregor XVI. im Jahr 1831 gewählt.
Die lateinisch-katholischen Bischöfe müssen alle fünf Jahre einen Ad-limina-Besuch beim Heiligen Stuhl machen (Cann. 399–400 CIC).

## Zahl katholischer Bischöfe
2019 gab es weltweit 5.389 Bischöfe, davon 4.116 Diözesanbischöfe.
| Kontinent | Bischöfe | Davon Diözesanbischöfe |
| --------- | -------- | ---------------------- |
| Afrika    | 0.722    | 0.507                  |
| Amerika   | 2.042    | 1.472                  |
| Asien     | 0.800    | 0.611                  |
| Europa    | 1.690    | 1.442                  |
| Ozeanien  | 0.135    | 0.085                  |
| Gesamt    | 5.389    | 4.116                  |

## Ämterhierarchie

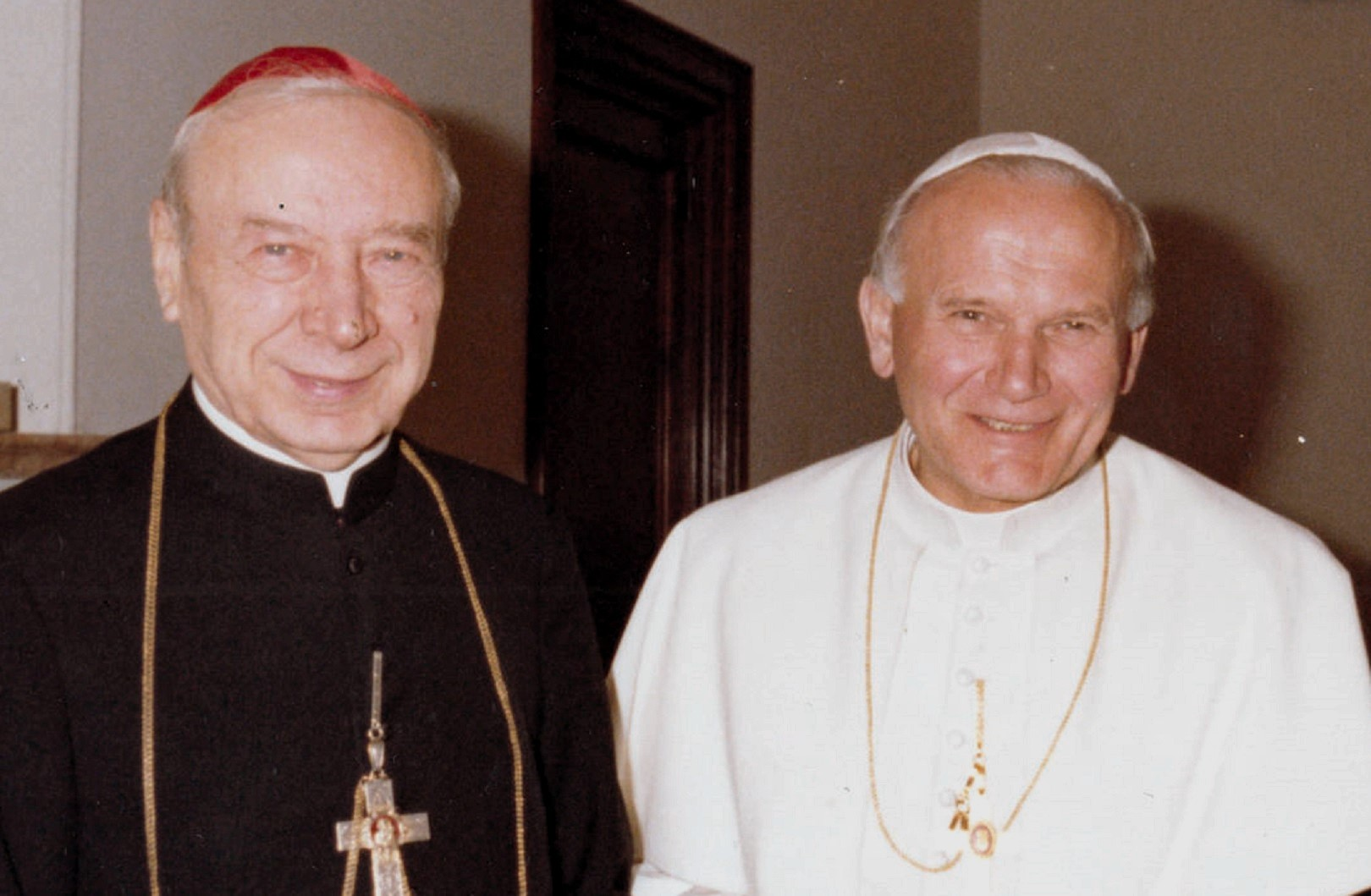
Papst Johannes Paul II. und Kardinal Wyszynski (1980)

Ein Bischof ist entweder Diözesanbischof (auch residierender Bischof oder Ortsbischof genannt) oder Titularbischof. Weihbischöfe sind stets Titularbischöfe und einem Diözesanbischof als Helfer bei den bischöflichen Funktionen zugeordnet. Der Diözesanbischof ist Vorsteher seiner Diözese (Bistum) und hat über sie die volle Leitungsgewalt (oberste Lehr- und Rechtsvollmacht) inne. Er ist allein dem Papst verantwortlich. Zur Verwaltung der Diözese stehen dem Bischof mehrere Kleriker zur Seite, die mit ihm die bischöfliche Kurie bilden; unter anderen der Generalvikar (der allgemeine und ständige Vertreter des Bischofs), der Offizial (Inhaber der ordentlichen Gerichtsgewalt) und der Kanzler (Vorsteher der bischöflichen Registratur). Priester- und Laiengremien haben beratende Funktionen. Bischöfe beraten sich über Bistumsgrenzen hinaus in der meist nationalen Bischofskonferenz. Bei Bedarf kann ein Bischof für seine Diözese auch eine Diözesansynode einberufen.
Der Diözesanbischof kann durch Weihbischöfe unterstützt werden, die meist jeweils einen Teil des Bistums im Auftrag des Diözesanbischofs betreuen. Andere Weihbischöfe haben besondere seelsorgerische Aufgaben oder sind Teil der bischöflichen Kurie. Im deutschen Sprachraum haben, auch aus geschichtlichen Gründen, fast alle Diözesen mehrere Weihbischöfe, was andernorts nicht so ist.

### Erzbischof
Ein Metropolit bzw. Erzbischof ist der Vorsteher einer Kirchenprovinz, die aus mehreren Bistümern, den Suffraganbistümern, besteht. Der Metropolit ist Diözesanbischof innerhalb der Kirchenprovinz. Eine Leitungsgewalt in den Suffraganbistümern hat er aber nicht.
Der Begriff Erzbischof war ursprünglich mit dem des Metropoliten gleichbedeutend. Als Erzbischof werden allerdings auch die Titularbischöfe ehemaliger Erzbistümer bezeichnet, die keinerlei Jurisdiktion besitzen. Von da ausgehend hat sich die Bezeichnung Erzbischof heute auch als eine Art Rang etabliert; sämtliche kirchenrechtlichen Funktionen des Metropoliten werden nur noch unter dem letzteren Titel im Kirchenrecht aufgeführt. Ranghohe Kurienbischöfe und alle Nuntii werden zu Titularerzbischöfen ernannt. Einzelne exemte und Suffragandiözesen haben den Ehrenrang Erzdiözese erhalten (z. B. Straßburg), und auch einzelne Bischöfe anderer Diözesen erhalten den Ehrentitel Erzbischof (z. B. Josef Stimpfle). Dabei sind als gängige Praxis vor allem zwei Dinge zu beobachten: Kurienerzbischöfe, die auf einen einfachen Bischofssitz versetzt werden, behalten stets ihren Titel (z. B. Johannes Dyba). Und bei Zirkumskriptionsveränderungen werden zwar Metropolitansitze aufgehoben oder verschoben, die so degradierten Bistümer aber ausnahmslos dadurch entschädigt, dass sie weiterhin im Range einer Erzdiözese verbleiben (z. B. Aix et Arles). Dennoch werden die Begriffe Erzbischof und Metropolit, wenigstens in Deutschland, weiterhin landläufig als Synonyme verwendet. Vor diesem Hintergrund ist es als Kuriosum zu werten, dass die Erzbischöfe von Udine und Izmir als „Metropoliten ohne Suffragane“ aufgeführt werden. Dennoch sind Erzbischöfe ohne Metropolitansitz weiterhin sowohl grundsätzlich wie zahlenmäßig die Ausnahme.

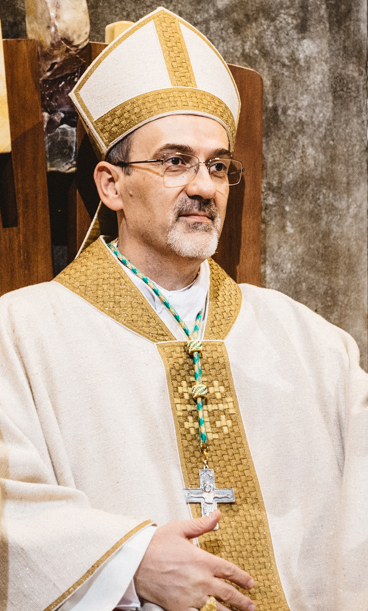
Pierbattista Pizzaballa, Patriarch von Jerusalem, 2016

Manche römisch-katholische Bischöfe tragen den Ehrentitel eines Patriarchen (Venedig, Lissabon, Ostindien), andere sind Patriarchen im Sinne einer eigenen Jurisdiktion über ihr Patriarchat (Unierte Ostkirchen und Jerusalem), verbunden mit besonderen Vorrechten. Bis 2005 gehörte der Titel „Patriarch des Abendlandes“ (auch „Patriarch des Westens“) zu den Titeln des Papstes und kennzeichnete den Papst als Patriarchen mit der Jurisdiktion über die Westkirche.

### Kardinal
Die Kardinäle werden vom Papst ernannt. Kardinäle gelten als päpstliche Berater. Sie bekleiden innerhalb der Kurie der katholischen Kirche ein hohes Amt oder sind Diözesanbischöfe wichtiger Diözesen oder Patriarchate. Die Mitglieder des Kardinalskollegiums, die jünger als 80 Jahre sind, wählen nach dem Tod oder dem Rücktritt des Amtsinhabers einen neuen Papst. In der Regel ist ein Kardinal vor seiner Ernennung bereits zum Bischof geweiht, ansonsten hat dies gemäß Kirchenrecht nach der Ernennung zu geschehen. Im Einzelfall (z. B. bei hohem Alter), kann der Papst davon dispensieren (so geschehen bei Leo Kardinal Scheffczyk, Karl Josef Kardinal Becker SJ und zuletzt im November 2020 bei Raniero Cantalamessa OFMCap). Davon abgesehen, hat die Kardinalswürde nichts mit dem Amt des Bischofs zu tun. Lediglich die Kardinalbischöfe sind historisch aus bischöflichen Ämtern hervorgegangen, nämlich aus den Suffraganen des Papstes. Die Kardinalpriester und -diakone führen sich dagegen nicht auf Bischofsämter, sondern auf die der römischen Stadtpfarrer und -diakone zurück; bei der ursprünglich den Kardinalbischöfen zustehenden Papstwahl hatten diese Klassen zunächst ein Beratungsrecht und erhielten 1059 dann ein Stimmrecht.

### Papst
Der Papst ist der Bischof von Rom. Die Kirche ist der Ansicht, dass dem heiligen Petrus, dem ersten Bischof von Rom, als einzigem unter den Aposteln eine Führungsrolle verliehen wurde, die dem Papst in seiner Nachfolge das Recht gibt, die Kirche gemeinsam mit den Bischöfen zu leiten. Daher hält die Kirche für wahr, dass der Bischof von Rom als einziger unter den Bischöfen die Aufgabe hat, für die ganze Kirche zu sprechen, andere Bischöfe zu ernennen. Päpstliche Verlautbarungen, die den Anforderungen des Dekrets über die päpstliche Unfehlbarkeit des Ersten Vatikanischen Konzils entsprechen, sind unfehlbar; sie bringen darin den übernatürlichen, vom Geist der Wahrheit geweckten und genährten Glaubenssinn des ganzen Volkes Gottes zum Ausdruck, in dem sich „von den Bischöfen bis zu den letzten gläubigen Laien“ eine „allgemeine Übereinstimmung in Sachen des Glaubens und der Sitten äußert“.
Zur Verwaltung der Weltkirche steht dem Papst die römische Kurie zur Seite. Seine wichtigsten Mitarbeiter stehen im Rang eines Kardinals (Kurienkardinal) oder Titularbischofs (Erzbischof oder Bischof).

### Positionen und Titel
Bischöfe können in der katholischen Kirche bestimmte Aufgaben wahrnehmen oder sich in unterschiedlichen Stadien des Amtes befinden, darunter die folgenden:

#### Ernannter Bischof
„Ernannter Bischof“ wird der Priester genannt, der zum Bischof ernannt wurde, aber noch nicht geweiht ist.

#### Suffraganbischof
Ein Suffraganbischof leitet eine von der Metropolitan-Erzdiözese verschiedene Diözese innerhalb derselben Kirchenprovinz.

#### Titularbischof
Ein Titularbischof (oder Titularerzbischof) ist ein Bischof, der nicht Bischof einer Diözese ist. Sofern er nicht (seit 1970) Koadjutor oder emeritiert ist, ist er einem Titularsitz zugewiesen, der in der Regel der Name einer Stadt oder eines Gebiets ist, das früher Sitz einer Diözese war, dessen Bischofssitz aber nicht mehr als solcher fungiert. Titularbischöfe sind oft als
Weihbischöfe, als Beamte in der Römischen Kurie, in den Patriarchalkurien der Ostkirchen, als päpstliche diplomatische Gesandte oder als Leiter bestimmter missionarischer vordiözesaner Gerichtsbarkeiten (insbesondere als apostolischer Vikar, der ab 2019 keinen Titularsitz mehr erhält) tätig. Seit 1970 trägt ein Koadjutor-Bischof (oder Erzbischof) den Titel des ihm zugewiesenen Sitzes, und ein emeritierter Bischof (oder Erzbischof) trägt den Titel seines letzten Amtssitzes.

#### Weihbischof
Ein Weihbischof ist ein hauptamtlicher Assistent des Diözesanbischofs. Weihbischöfe sind Titularbischöfe ohne Sukzessionsrecht, die dem Diözesanbischof in vielfältiger Weise zur Seite stehen und häufig zu Generalvikaren oder Bischofsvikaren der Diözese, in der sie tätig sind, ernannt werden (Cann 403.1, 406 CIC).

#### Koadjutor
Ein Koadjutor ist ein Bischof, der mit nahezu gleicher Autorität wie der Diözesanbischof ausgestattet ist; er hat besondere Befugnisse und das Recht, die Nachfolge des amtierenden Diözesanbischofs anzutreten (Cann 403.3 CIC). Die Ernennung von Koadjutoren wird als Mittel zur Gewährleistung der Kontinuität der Kirchenleitung angesehen. Bis in die jüngere Zeit bestand noch die Möglichkeit, dass ein Koadjutor-Bischof nicht das Recht auf Nachfolge hat.

#### Emeritierter Bischof
Wenn ein Diözesanbischof oder Weihbischof in den Ruhestand tritt, erhält er den Ehrentitel „Emeritus“ des letzten Sitzes, dem er gedient hat, d. h. Erzbischof emeritus, Bischof emeritus oder Weihbischof emeritus des Sitzes. „Emeritus“ wird nicht für einen Titularsitz verwendet, kann aber für einen Bischof verwendet werden, der auf einen nicht-diözesanen Posten versetzt wurde, ohne tatsächlich im Ruhestand zu sein. So ist zum Beispiel Kardinal Luis Antonio Tagle, der zum Präfekten der Kongregation für die Evangelisierung der Völker ernannt wurde, emeritierter Erzbischof von Manila.
Traditionell wurden Bischöfe auf Lebenszeit ernannt. Wenn der seltene Fall eines Rücktritts eintrat, wurde dem Bischof ein Titularsitz zugewiesen. Der regelmäßige Status eines emeritierten Bischofs kam nach dem Zweiten Vatikanischen Konzil auf, als die Bischöfe zunächst ermutigt und dann aufgefordert wurden, mit 75 Jahren ihren Rücktritt einzureichen. 1970 verfügte Papst Paul VI., dass Diözesanbischöfe, die ihr Amt niederlegen, nicht mehr auf einen Titularsitz versetzt werden, sondern weiterhin mit dem Namen des vormaligen Sitzes identifiziert werden.

#### Erzbischof
Ein Erzbischof ist das Oberhaupt einer Erzdiözese oder ein Bischof, dem ein Titularsitz zugewiesen wurde, der eine Erzdiözese ist.

#### Metropolit
Ein Metropolit ist ein Erzbischof mit einer gewissen Jurisdiktion über eine Kirchenprovinz; in der Praxis bedeutet dies, dass er bei Versammlungen den Vorsitz führt und eine Suffragandiözese beaufsichtigt, wenn diese keinen Bischof hat (Cann 435–436 CIC).
Im Ostkatholizismus kann ein Metropolit auch das Oberhaupt einer autokephalen Kirche oder einer Kirche sui iuris sein, wenn die Zahl der Anhänger dieser Tradition gering ist. In der lateinischen Kirche sind Metropoliten immer Erzbischöfe; in vielen Ostkirchen lautet der Titel „Metropolit“, wobei das Erzbischofsamt davon getrennt sein kann.

#### Patriarch
Der Titel Patriarch wird in der katholischen Kirche entweder für den Patriarchen einer Ostkirche sui iuris oder für einen der lateinischen Patriarchen verwendet. Der Patriarch einer Ostkirche sui iuris steht einer autonomen Kirche vor, wird von der Synode dieser Kirche gewählt und übt seine Autorität innerhalb seines Patriarchalterritoriums und auf Eparchien und Pfarreien außerhalb seines Territoriums aus. In der lateinischen Kirche steht der Ehrentitel „Patriarch“ oberhalb des Erzbischofs, der einigen lateinischen Diözesen aus historischen Gründen verliehen wurde.

#### Catholicos
Einige katholische Ostkirchen bezeichnen ihr Oberhaupt als catholicoi, eine historische Bezeichnung für das Oberhaupt einer Kirche. Die armenisch-katholische Kirche, die chaldäisch-katholische Kirche und die syro-malankarische katholische Kirche bezeichnen ihre Häupter als solche.

#### Großerzbischof
Großerzbischöfe sind die Leiter von bedeutenden erzbischöflichen Ostkirchen. Die Autorität der Großerzbischöfe innerhalb ihrer jeweiligen eigenrechtlichen Kirche ist der eines Patriarchen gleichgestellt, aber ihnen fallen weniger zeremonielle Ehren zu und ihre Wahl muss vom Heiligen Stuhl bestätigt werden.

#### Primas
In der katholischen Kirche ist ein Primas in der Regel der Bischof der ältesten Diözese oder der Hauptstadt einer gegenwärtigen oder ehemaligen Nation. Der Titel ist ein reiner Ehrentitel.

## Aspekte des Amtes

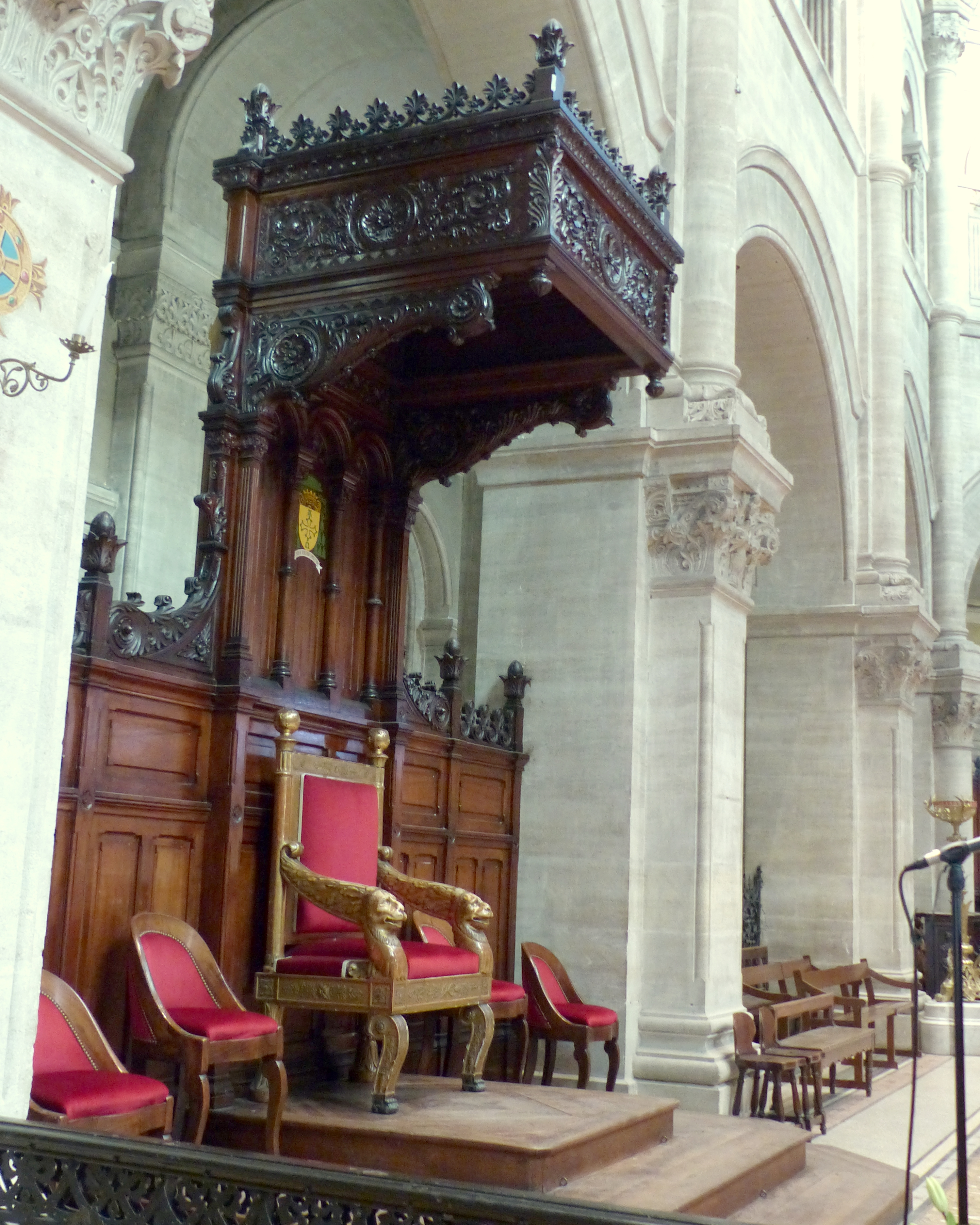
Die Katheda in der Kathedrale von Nîmes

### Kathedrale und Kathedra
Die Kathedrale einer Diözese ist die Bischofskirche, in der der Diözesanbischof (Ordinarius) residiert. Als Haupt- und Mutterkirche eines Bistums ist sie der Ort, von dessen Kathedra aus der Ortsbischof die mit seinem Amt verbundenen Aufgaben der Verkündigung, des liturgischen Dienstes und der pastoralen Aufsicht wahrnimmt. Die Kathedra, manchmal auch als (Bischofs-)Thron bezeichnet, steht im Altarraum der Kathedrale und ist ausschließlich für den Ordinarius reserviert; sie symbolisiert dessen geistliche und kirchliche Autorität.

### Bischöflicher Stuhl
Der Bischöfliche Stuhl repräsentiert das Amt eines Bischofs und ist sowohl eigenständiges Rechtssubjekt als auch Vermögensträger, in Deutschland meist als Körperschaft des öffentlichen Rechts. Neben dem Bischof als Repräsentant gehören zum bischöflichen Stuhl auch die Verwaltungseinrichtungen der Diözesankurie. Wenn ein Bischof stirbt oder aus anderen Gründen sein Amt verlässt, ist der bischöfliche Stuhl vakant (Sedisvakanz). Die Bezeichnung „Stuhl“ leitet sich von der Funktion der Kathedra ab, ein seit der Antike überliefertes Symbol der Vollmacht eines öffentlichen Amtsträgers.
In der Alten Kirche wurde synonym die Bezeichnung „heiliger Stuhl“ für jeden Bischofssitz verwendet. Erst später hat sie sich auf den besonders bedeutsamen bischöflichen Stuhl des Bistums Rom fokussiert und wird seit dem 19. Jahrhundert nahezu ausschließlich auf diesen bezogen. Einzige bekannte Ausnahme ist der bis heute auch von Rom anerkannte Ehrentitel des (erz-)bischöflichen Stuhles von Mainz als Heiliger Stuhl von Mainz.
Der Heilige Stuhl bildet als „nichtstaatliche souveräne Macht“ ein eigenes Völkerrechtssubjekt und vertritt in internationalen Beziehungen den Staat Vatikanstadt und die ganze römisch-katholische Kirche.

### Insignien und Kleidung

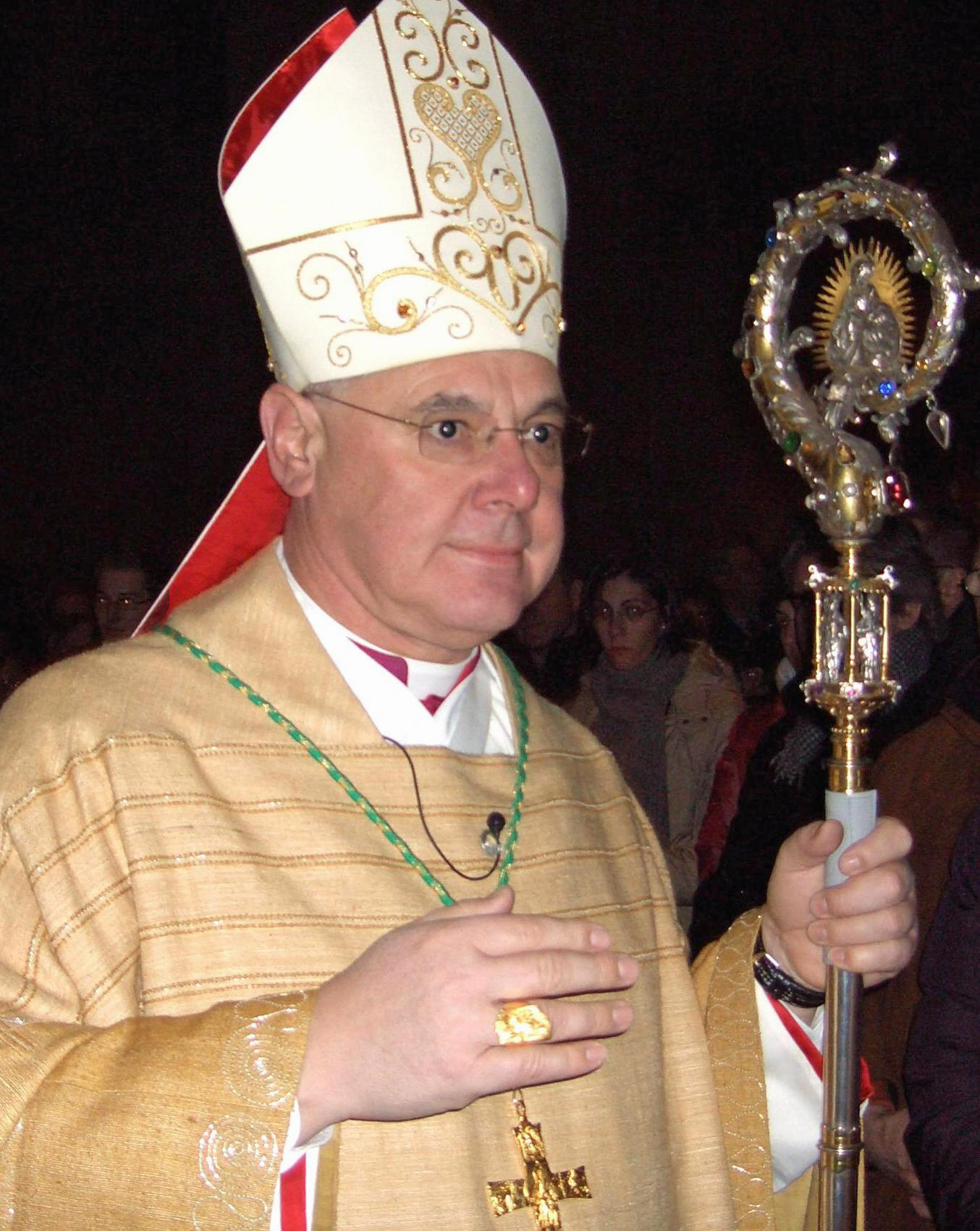
Bischof Gerhard Ludwig Müller mit Mitra, Bischofsstab, Brustkreuz und Ring, 2006

#### Lateinische Kirche
Die sogenannten Pontifikalien eines Bischofs sind Mitra, Stab (Verdeutlichung der Hirtenaufgabe), Bischofsring (bzw. Fischerring des Bischofs von Rom) und Brustkreuz (Pektorale). Des Weiteren kommen hierzu die nur noch selten verwendeten Pontifikalschuhe und Pontifikalhandschuhe sowie die unter dem Messgewand getragene Dalmatik (beim Bischof spricht man von Pontifikaldalmatik), die eigentliche Kleidung des Diakons, welche die sakramentale Vollmacht des Bischofs symbolisieren soll.
Einige dieser Insignien finden sich auch bei nichtbischöflichen Amtsträgern mit besonderer Jurisdiktion, wie zum Beispiel bei Äbten. Diese sind jedoch nicht berechtigt, Pontifikalschuhe, -handschuhe, oder -dalmatiken zu verwenden. Metropoliten tragen zusätzlich zu den beschriebenen Insignien das Pallium, das ihnen vom Papst verliehen wird. Außerdem sind die Erzbischöfe von Paderborn und Krakau sowie die Bischöfe von Eichstätt und Toul-Nancy berechtigt, zusätzlich das Rationale zu tragen.
Innerhalb seiner eigenen Diözese kann ein Bischof der lateinischen Kirche bischöfliche Gewänder und Insignien verwenden, darf dies aber in einer anderen Diözese nur mit der mutmaßlichen Zustimmung des zuständigen Ordinarius tun.

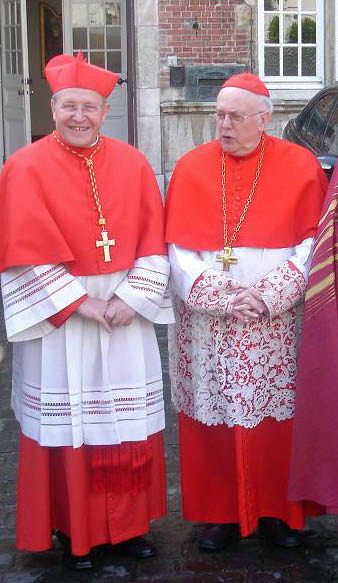
Die Kardinäle Walter Kasper und Godfried Danneels in Chorkleidung (Brügge, 2008)

Die Alltagskleidung der Bischöfe der lateinischen Kirche kann aus einer schwarzen (oder in den tropischen Ländern weißen) Soutane mit violetter Knopfleiste sowie einem Brustkreuz und einem Bischofsring bestehen. In der Instruktion über die Kleidung der Prälaten von 1969 heißt es, dass die gewöhnliche Kleidung stattdessen eine einfache Soutane ohne farbige Verzierungen sein kann.
Die Chorkleidung eines Bischofs der lateinischen Kirche, die bei der Teilnahme an liturgischen Feiern getragen wird, besteht aus der violetten Soutane, Rochett, dem violetten Pileolus, dem violetten Birett und dem Brustkreuz. Bei Kardinälen sind Soutane, Pileolus und Birett rot. Die cappa magna kann getragen werden, allerdings nur innerhalb der eigenen Diözese und bei besonders feierlichen Anlässen.
Mitra, Pileolus und Stola werden im Allgemeinen von Bischöfen getragen, wenn sie liturgischen Funktionen vorstehen. Bei anderen liturgischen Handlungen als der Messe trägt der Bischof in der Regel den Chormantel. Innerhalb seiner eigenen Diözese und bei feierlichen Zelebrationen in anderen Diözesen mit Zustimmung des Ortsordinarius trägt er auch dort den Bischofsstab. Bei der Feier der Messe trägt der Bischof wie ein Priester das Messgewand. Das Cæremoniale Episcoporum empfiehlt, schreibt aber nicht vor, dass der Bischof bei feierlichen Anlässen unter dem Messgewand auch eine Dalmatik trägt, die immer weiß sein kann, insbesondere wenn er das Weihesakrament spendet, einen Abt oder eine Äbtissin segnet und eine Kirche oder einen Altar weiht. Das Cæremoniale Episcoporum erwähnt nicht mehr die Pontifikalhandschuhe, -sandalen, liturgischen Strümpfe und das Manipel.

#### Byzantinischer katholischer Ritus
Da die Bischöfe in der byzantinischen Kirche traditionell Mönche sind, ist ihre Alltagskleidung die Mönchskutte mit einer Panagia und je nach Rang auch ein Brustkreuz und eine zweite Panagia.
Bei der Teilnahme an liturgischen Feiern, bei denen er nicht zelebriert, kann ein Bischof eine Mantya, eine Panagia und ein Enkolpion tragen, wenn er Patriarch oder Metropolit ist. Außerdem trägt er einen Hirtenstab in Form eines Spazierstocks mit einem Knauf an der Spitze. Im byzantinischen Ritus gibt es keinen bischöflichen Ring.
Bei der Teilnahme an der Göttlichen Liturgie trägt der Bischof den Sakkos, die kaiserliche Dalmatik, das Omophorion, die Epigonation und die Mitra im byzantinischen Stil, die auf der geschlossenen Kaiserkrone des späten byzantinischen Reiches basiert und die Form einer bauchigen, vollständig geschlossenen Krone hat. Sie kann bestickt und reich mit Juwelen verziert sein und ist mit vier Ikonen versehen: Christus, die Theotokos, Johannes der Täufer und das Kreuz. Diese Mitren sind in der Regel aus Gold, können aber auch in anderen liturgischen Farben gehalten sein. Die Mitra wird von einem aufrecht stehenden Kreuz aus Metall gekrönt. Außerdem trägt der Bischof einen Bischofsstab nach dem Stil des jeweiligen Ritus. Wenn er anderen Gottesdiensten vorsteht, kann er weniger Gewänder tragen, aber auch eine Mantra, es sei denn, er trägt ein Sticharion.

### Wappen und Wahlspruch

Wappen eines römisch-katholischen Bischofs, erkennbar am grünen Bischofshut (galero) mit zwölf seitlich herabhängenden Quasten (fiocchi) sowie am hinter dem Wappenschild aufgerichteten bischöflichen Kreuz

Seit dem 13. Jahrhundert kamen Wappen für Kleriker in Gebrauch, von Papst Bonifatius VIII. (1294–1303) ist das erste Papstwappen nachweisbar. Das Wappenwesen war damals bereits im Adel üblich. Heute spielen sie eine untergeordnete Rolle, aber in der Regel übernehmen neuernannte Bischöfe diese Tradition.
Ein Bischof ist bei der Auswahl der dargestellten Figuren und Symbole – Tiere, Pflanzen, Zeichen und Gegenstände – im Rahmen der Regeln der kirchlichen Heraldik frei. Die Gestaltung sagt häufig etwas über das Bistum des wappenführenden Bischofs und dessen Geschichte sowie über die Herkunft des Bischofs und seinen Werdegang aus. Meist wird das Wappen der eigenen Diözese in bestimmten Feldern zübernommen.
Die heraldischen Nebenstücke, die den Wappenschild umgeben, bringen eine Art Rangordnung zum Ausdruck. Über dem Schild steht der Galero, ein breitkrempiger Klerikerhut, von dem auf beiden Seiten Quasten in einer bestimmten Anzahl herunterhängen. Der Galero ist bei einem Kardinal rot und hat 15 Quasten auf jeder Seite, bei einem Diözesanbischof grün mit jeweils sechs Quasten. Hinter dem Schild wird ein Kreuzstab geführt, der anzeigt, ob der jeweilige Oberhirte Bischof oder Erzbischof ist.
Mit dem Wappen verbunden ist ein Wahlspruch, den der Bischof frei wählt und mit dem er eine Aussage über das Programm seiner Amtszeit machen will. Es ist in der Regel ein Bibelzitat oder ein Wort eines Kirchenlehrers. Beispiele:
- Gaudete semper Dominus prope – „Freut euch allezeit, der Herr ist nahe“ (Phil 4,4–5 EU EU, Heiner Koch, Berlin)
- Appropinquavit Regnum Dei – „Das Reich Gottes ist nahegekommen“ (Lk 10,9 EU, Peter Kohlgraf, Mainz)
- Adiutores gaudii vestri – „Gehilfen zu eurer Freude“ (2 Kor 1,24 EU, Heiner Wilmer, Hildesheim)
- Ubi spiritus domini ibi libertas – „Wo der Geist des Herrn (wirkt/herrscht), dort [ist] Freiheit“ (2 Kor 3,17 EU Reinhard Marx, München)
- Vigilate et orate – „Wachet und betet“ (Mt 26,41 EU, Gerhard Feige, Erfurt).

### Anrede
Die standesgemäße Anrede eines Bischofs ist „Exzellenz“, „Hochwürdigster Herr“ oder „Herr Bischof“, für einen Erzbischof entsprechend „Herr Erzbischof“. Bis in die erste Hälfte des 20. Jahrhunderts war darüber hinaus die Anrede „Euer Bischöfliche Gnaden“ verbreitet, die im Schriftverkehr mit „Ew. Bischöfliche Gnaden“ abgekürzt werden konnte. Die protokollarische Anrede eines Kardinals lautet „Euer Eminenz“ oder „Herr Kardinal“.

### Besoldung in Deutschland
Die Höhe der Bischofsbesoldung orientiert sich an der Beamtenbesoldung für leitende Positionen des höheren Verwaltungsdienstes, der Besoldungsordnung B. Es gibt hierbei Unterschiede zwischen den Diözesen. Erzbischöfe werden maximal nach Besoldungsgruppe B 11 bezahlt, dies entspricht einem Brutto-Monatseinkommen von etwa 12.000 Euro. Die Diözesanbischöfe von Freiburg (Erzbischof) und von Rottenburg-Stuttgart werden nach B 8 besoldet, die Weihbischöfe des Erzbistums Freiburg werden nach B 4 bzw. B 6 besoldet, die Weihbischöfe des Bistums Rottenburg-Stuttgart nur nach B 2 / B 3.
Der Diözesanbischof von Speyer ist in B 7 eingewiesen, sein Weihbischof in B 4. Der Erzbischof von München-Freising wird etwa nach B 10 bezahlt, der Erzbischof von Bamberg nach B 9 und die übrigen fünf bayerischen Diözesanbischöfe nach B 6. In kleineren Diözesen richtet sich die Bezahlung des Bischofs nach B 2 bis B 6 (insbesondere in den neuen Bundesländern).
Die Bezahlung der römisch-katholischen und der evangelischen landeskirchlichen Bischöfe erfolgt jedoch nicht aus Kirchensteuermitteln, sondern durch das jeweilige Bundesland – mit Ausnahme Hamburgs und Bremens. Allerdings wird den leitenden Geistlichen in der Regel kein unmittelbares Gehalt ausgezahlt, sondern Grundlage dieser Zahlungen sind Verträge aus dem 19. Jahrhundert, als im Zuge der Säkularisation Kirchengüter enteignet wurden und zum Ausgleich in den Staatskirchenverträgen Gesamtbeträge für die jährlichen Zahlungen vereinbart wurden, so genannte Dotationen, die der Kirche zur freien Verfügung stehen. Für die Dotationen an die Kirchen wurden im Jahre 2010 insgesamt 459 Millionen Euro in den Haushaltsplänen der Länder veranschlagt.

#### Bayern
Nach Artikel 10 § 1a des Bayerischen Konkordats aus dem Jahre 1924 sollen diese Zahlungen ersetzt werden:

„Der Staat wird die erzbischöflichen und bischöflichen Stühle […] mit einer Dotation in Gütern und ständigen Fonds ausstatten, deren jährliche Reineinkünfte sich bemessen auf der Grundlage jener, die im erwähnten Konkordate festgesetzt sind, wobei dem Geldwerte vom Jahre 1817 Rechnung zu tragen ist.“

Mithin zahlt der bayerische Staat weiterhin die Reineinkünfte unmittelbar an die Bistümer. Die Zahlungen sind Teil der sog. Staatsleistungen an die Religionsgemeinschaften.

## Ernennungsverfahren und Rücktritt

### Diözesanbischöfe
Bei der Vakanz eines Bischofssitzes beginnt das Verfahren zur Ernennung eines Nachfolgers unverzüglich.
Ein wichtiges Element bei der Auswahl eines Bischofs ist die Liste der Priester, sowohl des Diözesan- als auch des Ordensklerus, die die Bischöfe der Kirchenprovinz oder der gesamten Bischofskonferenz ohne Bezug auf einen bestimmten Sitz für die Ernennung zum Bischof für geeignet halten. Sie sind verpflichtet, diese Liste mindestens alle drei Jahre zu erstellen (Can. 377 § 2 CIC).
Hinsichtlich der Ernennung für einen bestimmten Bischofssitz bittet der päpstliche Vertreter (apostolischer Nuntius oder Delegat) entweder den scheidenden Bischof oder, im Falle einer Sedisvakanz, den Generalvikar oder Diözesanadministrator, einen Bericht über die Situation und den Bedarf zu erstellen. Der päpstliche Vertreter ist außerdem verpflichtet, den Metropolitanerzbischof und die anderen Bischöfe der Provinz, den Vorsitzenden der Bischofskonferenz und zumindest einige Mitglieder des Konsultorenkollegiums und des Domkapitels zu konsultieren. Er kann auch andere Kleriker, Diözesan- oder Ordensleute sowie Laien, „die sich durch Lebensweisheit auszeichnen“, zu Rate ziehen (Can 377 § 3 CIC). Das Kirchenrecht besteht darauf, dass die Konsultierten vertraulich informiert werden und ihre Meinung äußern können, und verlangt, dass sie „einzeln und geheim“ konsultiert werden.
Der Nuntius entscheidet sich für eine kurze Liste von drei Kandidaten (terna), die weiter untersucht werden sollen, und holt zu jedem von ihnen Informationen ein. Anschließend übermittelt er die Liste dem Heiligen Stuhl mit den drei Kandidaten, die ihm am geeignetsten erscheinen, zusammen mit den Informationen, die er über sie gesammelt hat.
Die Eigenschaften, die ein Kandidat haben muss, sind in Can 378 §1 CIC aufgeführt. Er muss nicht nur mindestens 35 Jahre alt und seit mindestens fünf Jahren Priester sein, sondern sich auch „durch festen Glauben, gute Sitten, Frömmigkeit, Seeleneifer, Lebensweisheit, Klugheit sowie menschliche Tugenden“ auszeichnen und die anderen für die Ausübung des betreffenden Amtes erforderlichen Eigenschaften besitzen; außerdem muss er in der Heiligen Schrift, der Theologie und dem Kirchenrecht bewandert sein und vorzugsweise in einem dieser Bereiche promoviert haben.
Die für die Ernennung zuständige Kongregation der Römischen Kurie prüft die vorgelegten Unterlagen. Sie kann alle von ihm vorgeschlagenen Kandidaten ablehnen und ihn auffordern, eine neue Liste zu erstellen, oder sie kann ihn bitten, weitere Informationen über eine oder mehrere der bereits vorgestellten Personen zu liefern. Wenn sich die Kongregation für eine Person entschieden hat, die ernannt werden soll, werden die Liste und die damit verbundenen Schlussfolgerungen dem Papst vorgelegt und er wird gebeten, die Ernennung vorzunehmen. Wenn er zustimmt, wird der päpstliche Akt dem Nuntius übermittelt, damit dieser die Zustimmung der Person zu ihrer Ernennung einholt und einen Termin für die Veröffentlichung festlegt. Der ernannte Bischof ist verpflichtet, innerhalb von drei Monaten nach Eingang der päpstlichen Ernennungsbulle, die in der Regel mindestens einen Monat nach der Veröffentlichung erstellt wird, die Bischofsweihe zu empfangen. Findet die Weihe innerhalb der Diözese statt, übernimmt er das Amt sofort. Findet die Weihe an einem anderen Ort statt, ist nach der Weihe ein gesonderter Akt erforderlich, um das neue Amt in Besitz zu nehmen (Can 379 CIC). Der Abschluss des Prozesses erfordert viel Zeit und dauert in der Regel mindestens neun Monate, gelegentlich sogar bis zu zwei Jahre.

### Weihbischöfe
Das oben beschriebene Verfahren ist das übliche Verfahren für die Ernennung eines Diözesanbischofs. Bei der Ernennung eines Weihbischofs wählt der Diözesanbischof die drei Priester aus, die für die Ernennung vorgeschlagen werden, aber der Nuntius hat weiterhin die Aufgabe, Informationen und Meinungen über die Kandidaten einzuholen, und die Kongregation kann entweder einen von ihnen auswählen oder darum bitten, dass eine andere Kandidatenliste vorgelegt wird (Can 377 §4 CIC).

### Besondere Verfahren
In einigen Ländern entscheidet das Domkapitel oder ein anderes Gremium über die drei Namen, die über den Nuntius an den Heiligen Stuhl geschickt werden. Wenn keiner der drei Kandidaten für den Heiligen Stuhl akzeptabel ist, wird das Kapitel um eine weitere Liste gebeten. Der Heilige Stuhl kann die Liste jedoch auch in ihrer Gesamtheit ablehnen und eine Person ernennen, die nicht vom Kapitel vorgeschlagen wurde. In anderen Fällen wählt das Domkapitel den Bischof aus einer Dreierliste, die ihm vom Heiligen Stuhl vorgelegt wird.
Das Domkapitel ist an der Wahl der Bischöfe von 13 der 27 deutschen Diözesen (Aachen, Köln, Essen, Freiburg, Fulda, Hildesheim, Limburg, Mainz, Münster, Osnabrück, Paderborn, Rottenburg-Stuttgart, Trier), 3 Schweizer Diözesen (Basel, Chur, Sankt Gallen) und 1 österreichischen (Salzburg) beteiligt.
Für die gemäß der apostolischen Konstitution Anglicanorum Coetibus errichteten Personalordinariate wird der Ordinarius aus Respekt vor der synodalen Tradition des Anglikanismus vom römischen Pontifex aus einer vom Leitungsrat vorgelegten terna von Namen ernannt (Ergänzende Normen, Art. 4 § 1).
In der Vergangenheit wurden bei der Ernennung von Bischöfen Königen und anderen zivilen Instanzen Privilegien gewährt. In Übereinstimmung mit dem Beschluss des Zweiten Vatikanischen Konzils legt der Codex des kanonischen Rechts von 1983 fest, dass künftig „weltlichen Autoritäten keine Rechte und Privilegien in bezug auf Wahl, Nomination, Präsentation oder Designation von Bischöfen eingeräumt“ werden (Can 377 § 5 CIC). In etwa einem Dutzend Ländern hat die zivile Regierung noch das Recht der Konsultation oder sogar der Vorstellung.

### Rücktritt mit 75 Jahren
Seit dem Zweiten Vatikanischen Konzil werden Diözesanbischöfe und ihnen gleichgestellte Bischöfe, wenn sie „wegen zunehmenden Alters oder aus einem anderen schwerwiegenden Grund nicht mehr recht in der Lage sind, ihr Amt zu versehen, [...] inständig gebeten, von sich aus freiwillig oder auf Einladung der zuständigen Obrigkeit den Verzicht auf ihr Amt anzubieten.“ Das Alter von 75 Jahren wurde vorgeschlagen und von Papst Johannes Paul II. gesetzlich festgeschrieben.
In Canon 401 § 1 des Codex des kanonischen Rechts von 1983 heißt es: „Ein Diözesanbischof, der das fünfundsiebzigste Lebensjahr vollendet hat, ist gebeten, seinen Amtsverzicht dem Papst anzubieten, der nach Abwägung aller Umstände entscheiden wird.“ Am 15. Februar 2018 hat Papst Franziskus die gleiche Regel für Bischöfe, die nicht Kardinäle sind und an der Römischen Kurie dienen, eingeführt. Zuvor verloren diese mit 75 Jahren automatisch ihr Amt.

## Rezeption in der Kunst

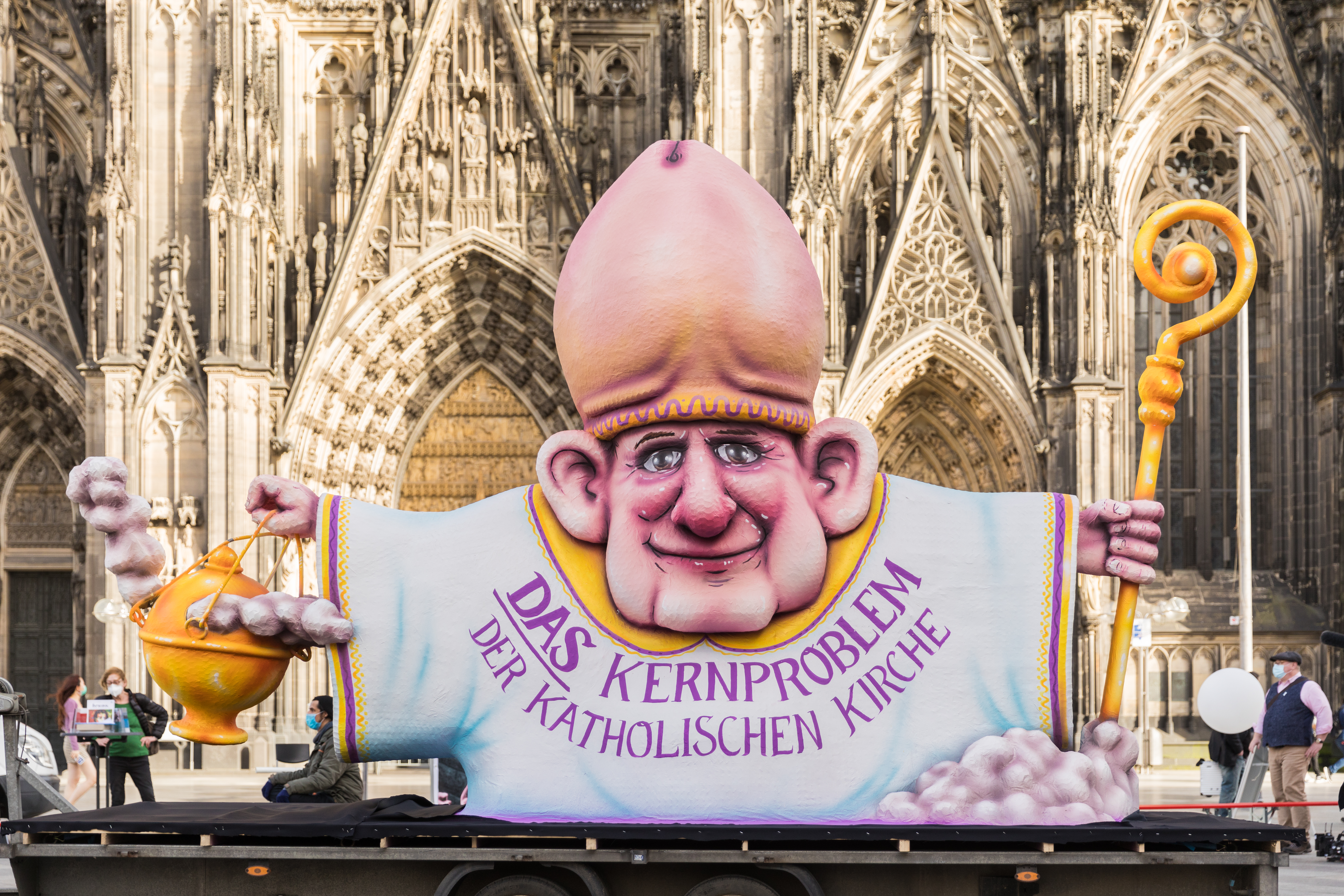
Der Eichelbischof des Künstlers Jacques Tilly auf der Domplatte in Köln anlässlich der Frühjahrskonferenz der Deutschen Bischofskonferenz 2021.

Die Großplastik Eichelbischof (2021) des Künstlers Jacques Tilly fand große mediale Resonanz. Zu sehen ist die Gestalt eines Bischofs, der als Mitra die Eichel eines Penis trägt. Sie soll nach Angaben des Künstlers die unzureichende Aufarbeitung des sexuellen Missbrauch an Kindern und Jugendlichen in der römisch-katholischen Kirche sowie die negativen Auswirkungen der kirchlichen Sexualmoral im Allgemeinen und der männlichen Dominanz in der katholischen Kirche im Besonderen zeigen.